# Arte neomudéjar

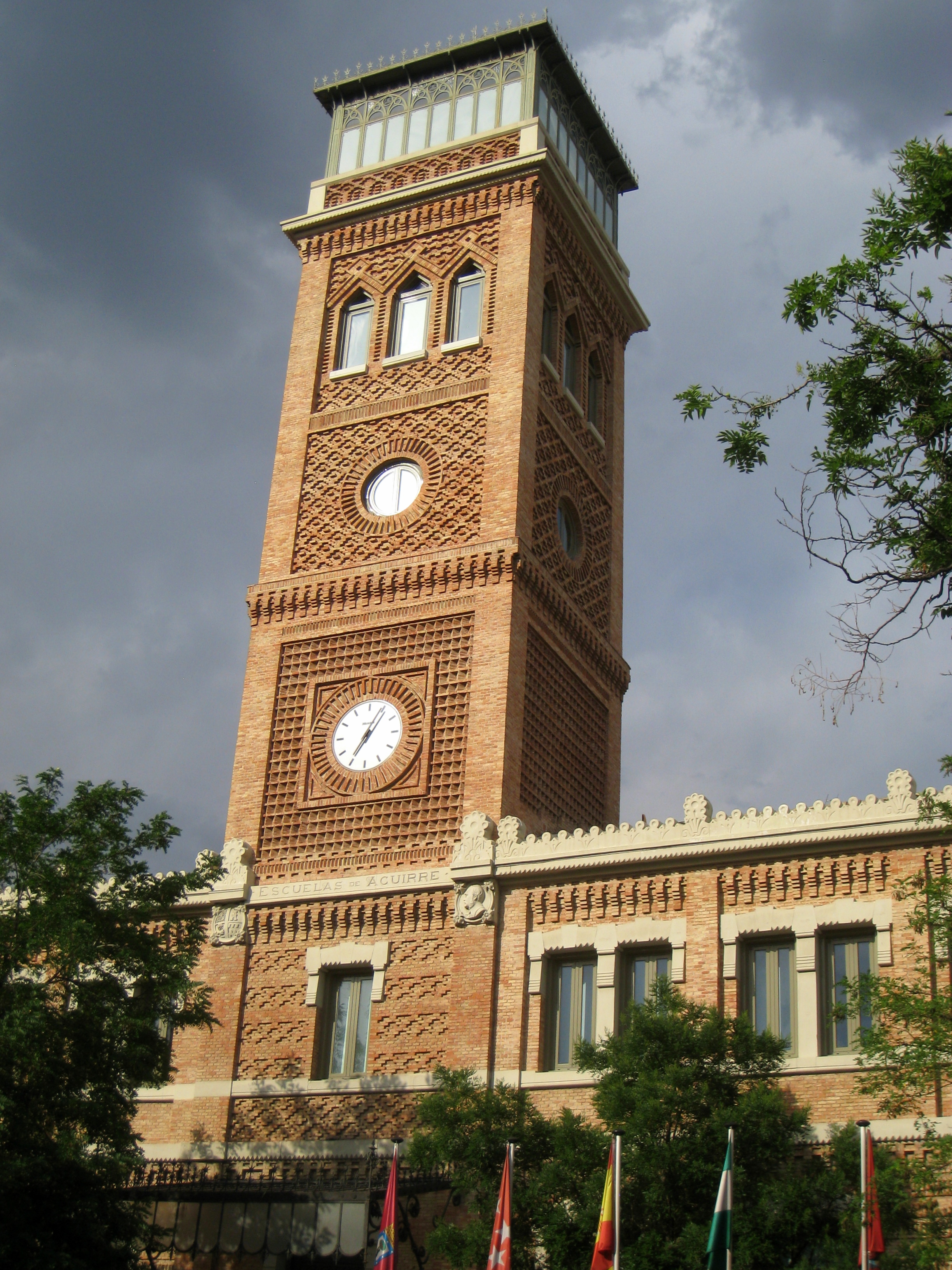
Escolas Aguirre

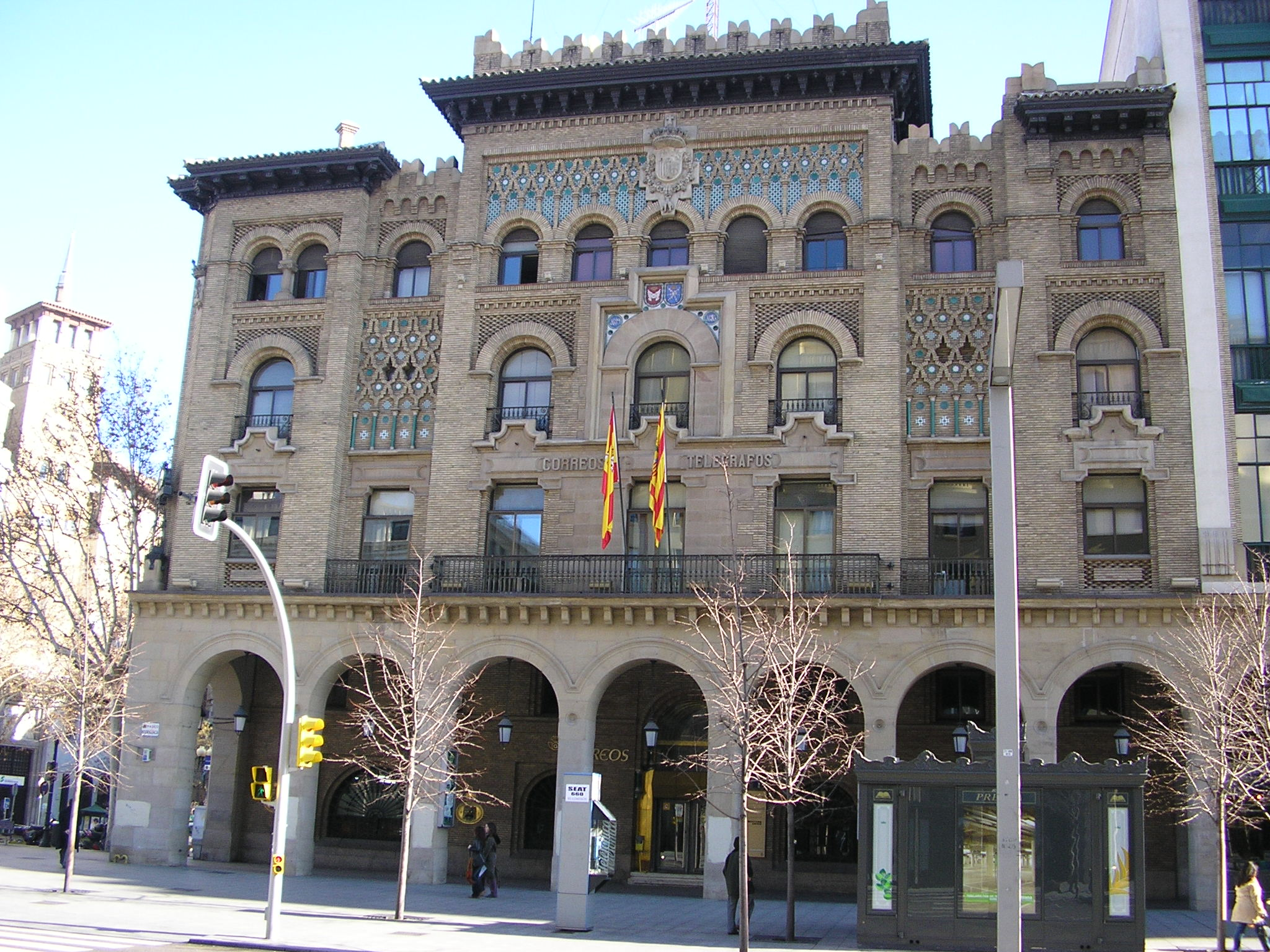
Posto dos Correios em Zaragoza

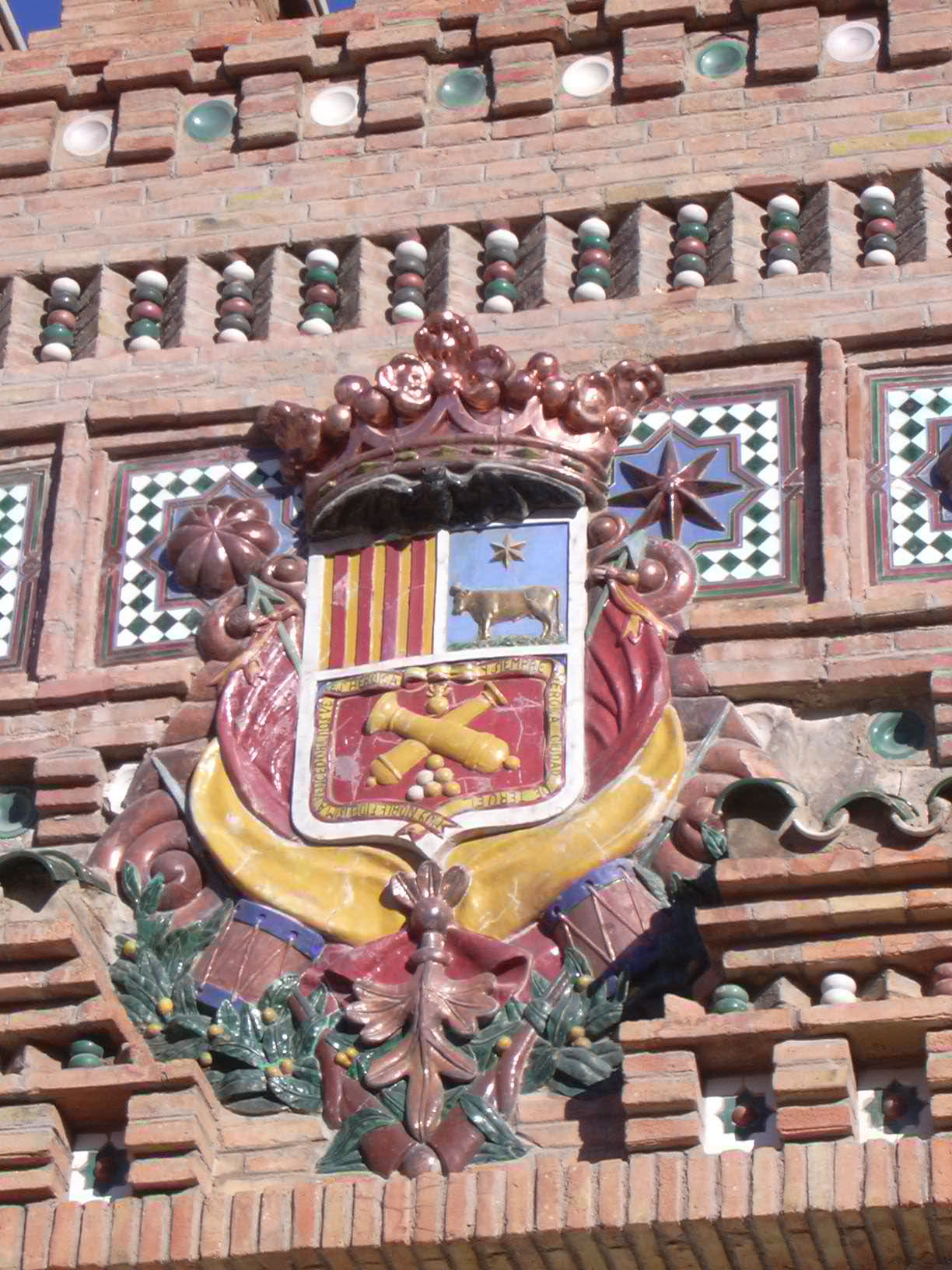
Detalhe da fachada de um prédio em Teruel

Neomudéjar é um movimento arquitetônico, originado na Espanha, no final do Século XIX, como uma retomada do estilo Mudéjar, praticado na Península Ibérica, entre os séculos XII e XVI. Noutros países, ficou também conhecido como estilo neoislâmico.

## Apresentação
Certos arquitetos, como Emilio Rodríguez Ayuso, que consideravam a arte mudéja algo unicamente espanhol, passaram a projetar obras arquitetônicas usando características do antigo estilo, dentre elas as formas abstratas de ladrilho e os arcos em forma de ferradura. Sua aplicação esteve associada, especialmente, a construções de caráter festivo, de ócio e prazer, como os salões de fumo, cassinos, estações de trens, praças de touros e saunas.
O primeiro exemplo de estilo neomudéjar é a antiga Praça de touros de Madri (onde hoje se encontra o Palácio dos Esportes), obra de Emilio Rodríguez Ayuso e Lorenzo Álvarez Capra. A partir de então, ele passou a ser usado em todas as praças de touros da Espanha, como a Monumental de Barcelona e a atual Plaza de las Ventas, em Madri.
Além das praças de touros, o neomudéjar é também encontrado na Torre do Canal de Santa Isabel, nas Escolas Aguirre, na Estação de trens de Toledo, e nas igrejas de Santa Cristina, de San Fermín de los Navarros, de San Matias e de Paloma.
Em Andaluzia, destacam-se o Gran Teatro Falla de Cádiz e o Pabellón Mudéjar do Parque de María Luisa, em Sevilha (que alberga o Museu de Artes e Costumes Populares de Sevilha).
Em Aragão, ele teve um amplo desenvolvimento, em parte devido à sua própria tradição mudéjar daquela região espanhola. Uma de suas máximas criações é a Escalinata de la Estación, obra do engenheiro José Torán, no ano de 1921.
Uma combinação da arte Neomudéjar com o Neogótico foi cultivada por arquitetos como Francisco de Cubas, Antonio María Repullés e Francisco Jareño.

## Lista de obras em estilo Neomudéjar
(Lista incompleta. Você pode ajudar a Wikipédia, expandindo-a)
- Gran Teatro Falla, em Cádiz
- Plaza de las Ventas, em Madri
- Igreja de Santa Cruz, em Madri
- Igreja da Paloma, em Madri.
- Igreja de Santa Cristina, em Madri
- Igreja de San Fermín de los Navarros, em Madri
- Igreja de San Matias, em Madri
- Torre do Canal de Santa Isabel, em Madri
- Escolas Aguirre, em Madri
- Estação de Trens, em Toledo
- Pabellón Mudéjar do Parque de María Luisa, em Sevilha
- Escalinata de la Estación, em Aragão
- Posto do Correio, em Zaragoza

## Galeria

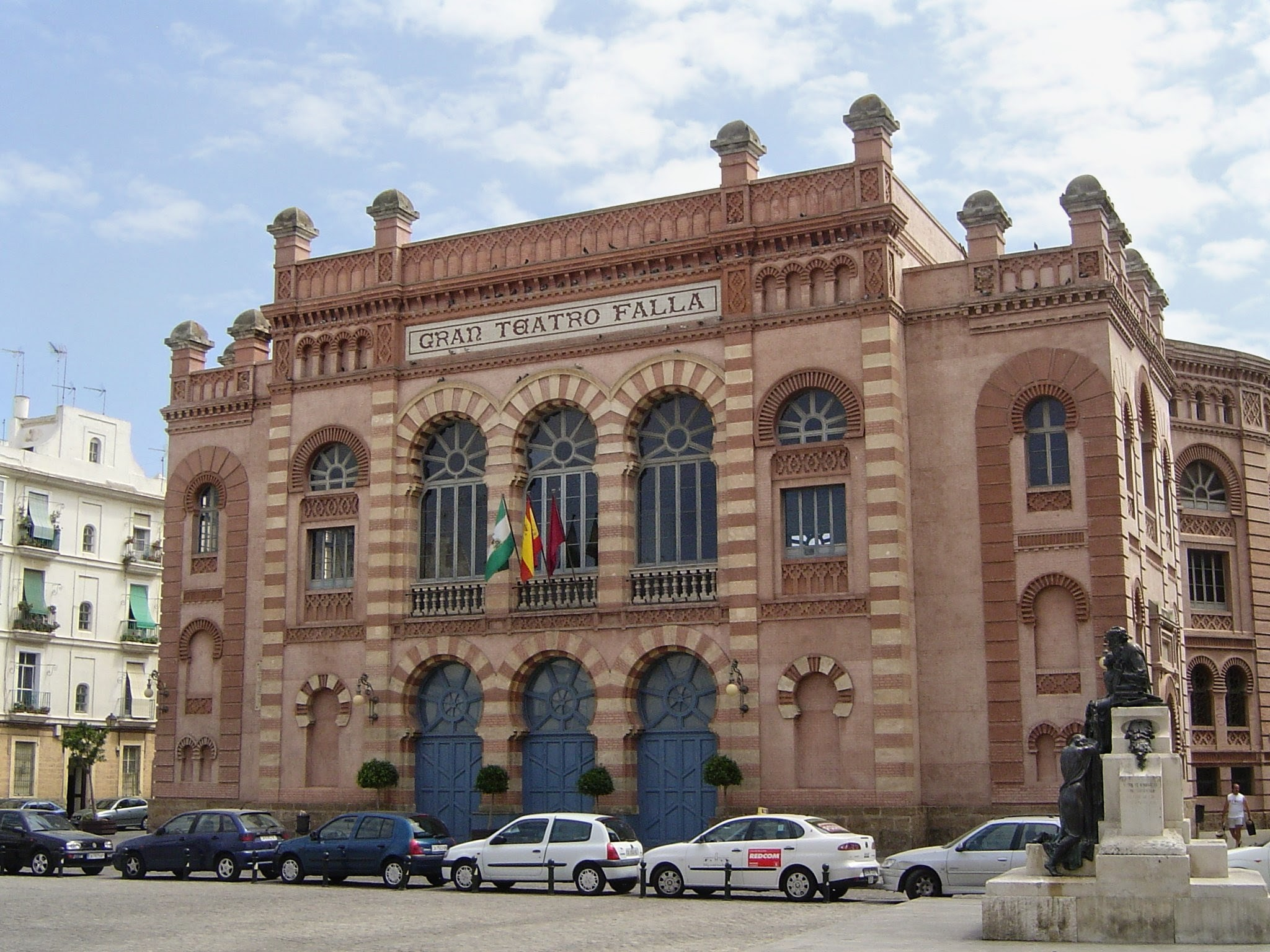
Gran Teatro Falla (Cádiz).
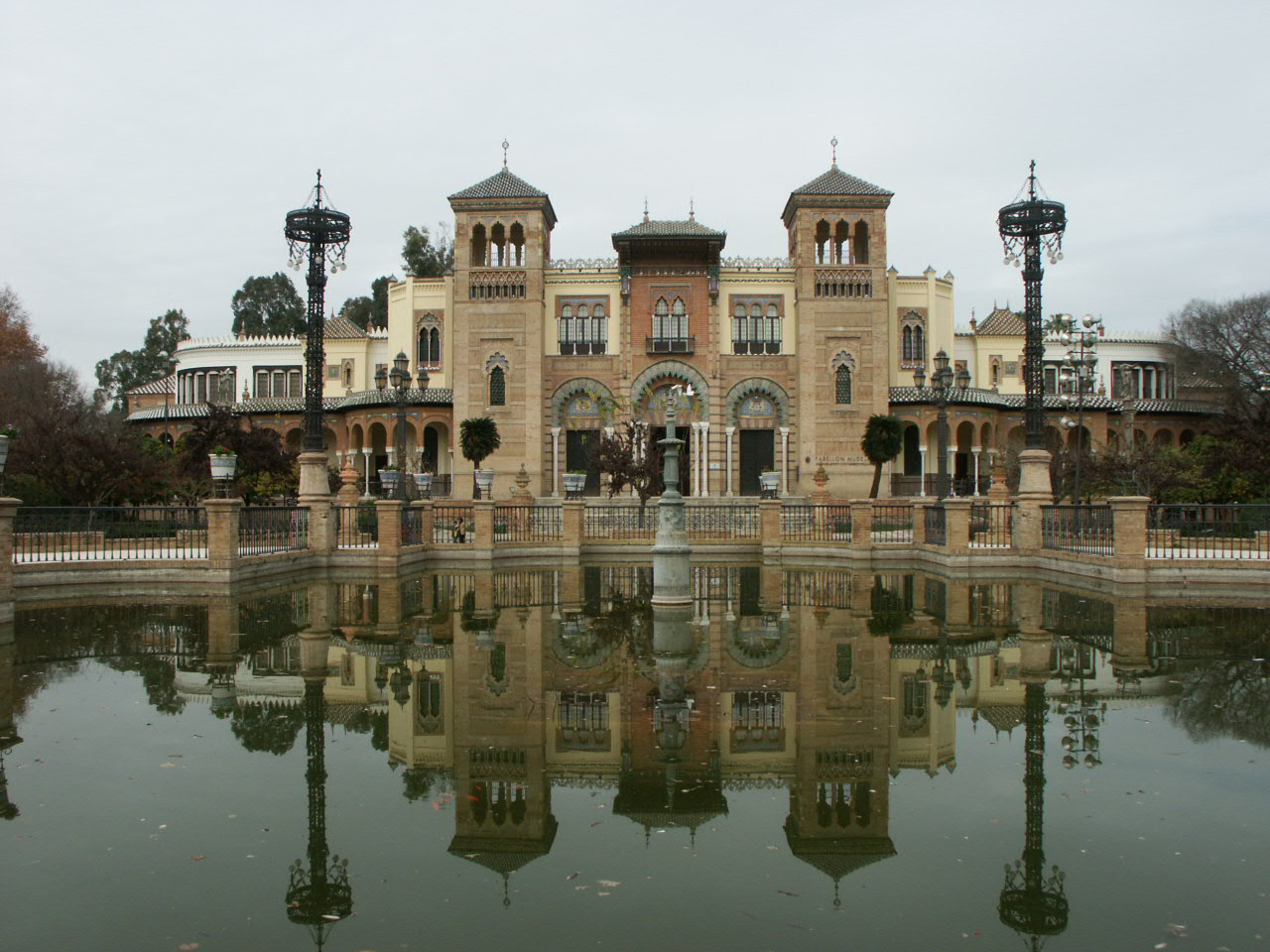
Pabellón Mudéjar (Sevilha).
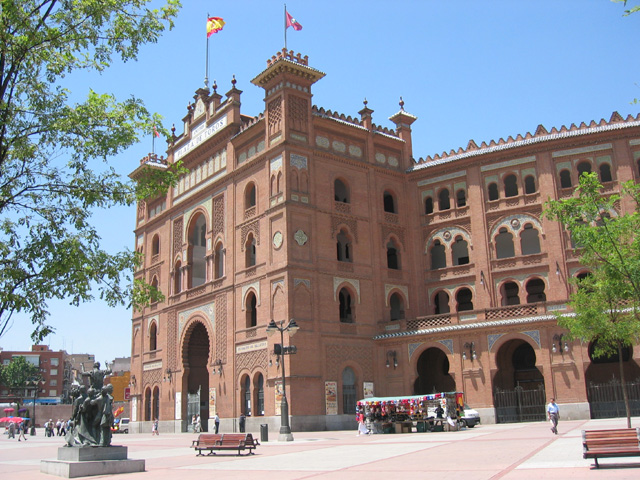
Plaza de las Ventas (Madri).
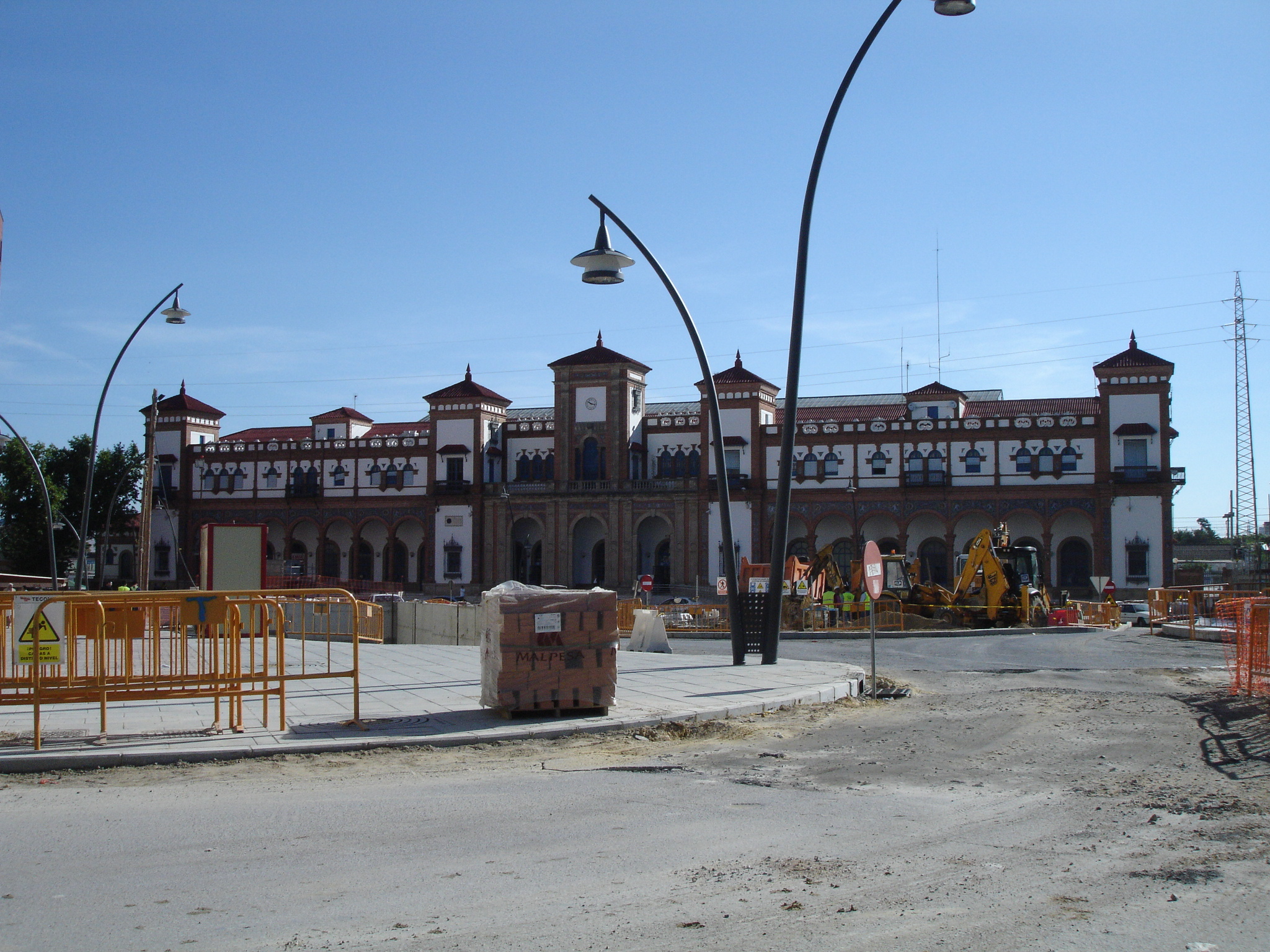
Estação de trens de Jerez.